# Komuna e Fier-Sheganit
Komuna e Fier-Sheganit är en kommun i Albanien.   Den ligger i prefekturen Qarku i Fierit, i den centrala delen av landet, 50 km söder om huvudstaden Tirana.
Trakten runt Komuna e Fier-Sheganit består till största delen av jordbruksmark.  Runt Komuna e Fier-Sheganit är det ganska tätbefolkat, med 199 invånare per kvadratkilometer.